# Wyszomierz (gemeente Bielany)
Wyszomierz is een dorp in de Poolse woiwodschap Mazovië. De plaats maakt deel uit van de gemeente Bielany en telt ca. 100 inwoners.